# Montse Barderi Palau
Montse Barderi Palau (Sabadell, 1969) és una escriptora, periodista i filòsofa, especialista en estudis de gènere.
Autora de tretze llibres, tant de literatura com de filosofia pràctica, la seva obra ha estat traduïda a l'italià, al romanès i al portuguès. Els seus darrers llibres, tots ells publicats a Columna, són Camí d'anada i tornada, escrit amb Emma Vilarasau, i el llibre de relats il·lustrat, Dones úniques. Dones d'aquí que no podràs oblidar, el retrat de 86 dones dels Països Catalans de tots els temps i tots els àmbits, on també hi apareix Teresa Pàmies. Col·labora mensualment a la secció Tribuna d'El Punt Avui i al 2020 és columnista mensual a Serra d'Or.
Ha estat membre de la junta Filosofia i Gènere de l'UB, subdirectora amb Fina Birulés del X Simpòsium Internacional de Filòsofes IAPH, patrona fundadora de la Fundació Maria-Mercè Marçal. Forma part del projecte guanyador eTwinning 2015 en l'àmbit Europeu de Ciutats Educadores i el 2019 ha estat nomenada comissària de l'Any Teresa Pàmies per a la Institució de les Lletres Catalanes. Premi Prudenci Bertrana 2019 per la novel·la La memòria de l'aigua.

## Obra destacada
- «L'origen del teixit: Cecília Vicuña i la poètica precària» (Publicacions UB, 2004)[4]
- «La explotación animal en la obra de Marguerite Yourcenar» (Publicacions UB, 2006)[5]
- Perdre per guanyar (Ara Llibres, 2007 i a Grijalbo en castellà)[6]
- Los arcos del agua (Ediciones B, 2013)
- Marta, mira’m, t’he de dir tantes coses (Ediciones Cumbres, 2015)[7]
- El amor no duele (Urano, 2016)[8]
- Camí d'anada i tornada, amb Emma Vilarasau (Columna, 2017)[9][10]
- Dones Úniques (Columna, 2018)
- La memòria de l'aigua (Columna, 2019)
- Manual d'amor aristotèlic per a dones del segle XXI (Destino Català, 2020)
- La vida autèntica (Columna, 2021)
- Satisfaiers - diverses autores (Columna, 2022)
- La Teresa se'n va a la lluna (Estrella Polar, 2024)

## Premis
- 2019. Premi Prudenci Bertrana de novel·la